# Culture cassette
 (octobre 2009).
Si vous disposez d'ouvrages ou d'articles de référence ou si vous connaissez des sites web de qualité traitant du thème abordé ici, merci de compléter l'article en donnant les références utiles à sa vérifiabilité et en les liant à la section « Notes et références ».

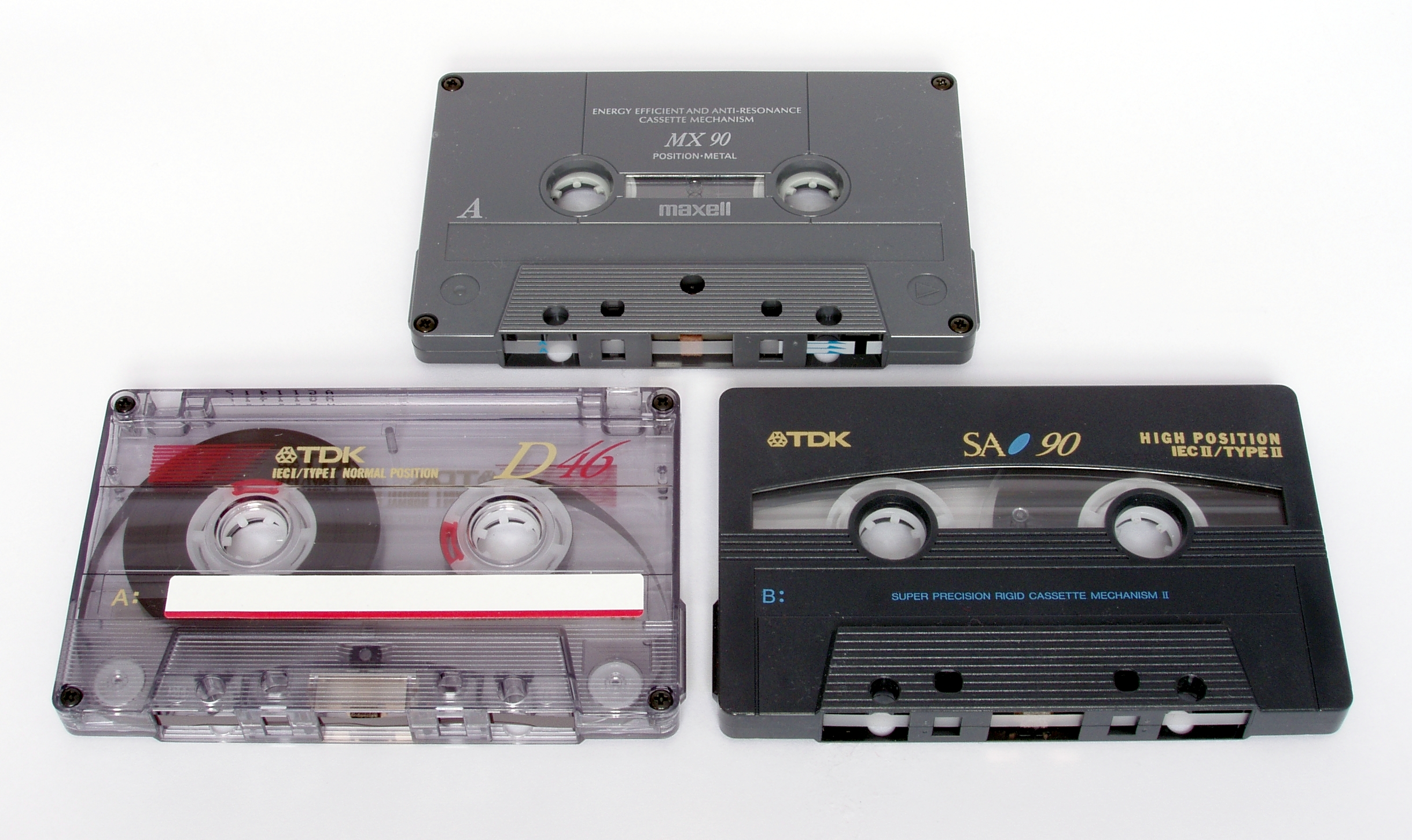
Cassettes audio de diverses qualité et durée.

La culture cassette est une sous-culture musicale consacrée à la création et à l'échange de cassettes audio maison, généralement de rock ou de musique alternative. Dérivée de l'art postal des années 1970 et 1980, la culture cassette s'est développée aux États-Unis et au Royaume-Uni dans la suite du mouvement punk.

## Caractéristiques
Aux États-Unis et au Royaume-Uni, la culture cassette doit beaucoup à l'éthique Do it yourself du punk. Au Royaume-Uni, elle s'est principalement développée pendant la période post-punk, entre 1978 et 1984 ; aux États-Unis, elle s'est poursuivie jusqu'à la fin des années 1980 et jusque dans les années 1990.
La culture cassette doit une partie de son développement à la démocratisation, à la même époque, des magnétophones permettant de dupliquer des cassettes audio, réduisant le coût nécessaire pour dupliquer un enregistrement. Dans le même temps, les techniques d'enregistrement multipiste devenaient suffisamment bon marché et portatives pour permettre à des groupes de réaliser leurs propres cassettes. Il est possible également que le développement des radios étudiantes ait joué un rôle, créant une demande pour des nouveautés musicales provenant d'autre part que l'édition musicale traditionnelle.
Cette sous-culture fonctionnait principalement par envois postaux (même s'il a existé quelques magasins, comme Rough Trade au Royaume-Uni), les artistes vendant ou échangeant leurs cassettes au travers d'un réseau informel composé d'autres artistes et de lecteurs de fanzines.
La culture cassette a décliné à partir du milieu des années 1990, concurrencée par de nouvelles technologies et méthodes de distribution comme Internet, les fichiers MP3, le partage de fichiers et les CD enregistrables. Elle connaît toutefois un renouveau avec l'apparition de labels musicaux dédiés comme American Tapes, Obsolete Audio Formats, Heresee, From the Wheelchair to the Pulpit, Woodsmoke, Object Tapes, Brown Interiour Music, Retirement Records, Lost Sound Tapes et To Hip To Hop Tapes.

## Packaging
La plupart du temps, le packaging était constitué simplement par les boîtiers plastique traditionnels des cassettes avec une carte photocopiée insérée à l'intérieur. Le packaging des cassettes, bien que souvent amateur, pouvait cependant parfois atteindre un niveau de créativité et d'originalité élevé. 

## Particularités locales

### Royaume-Uni
Au Royaume-Uni, la culture cassette était défendue par des musiciens alternatifs comme Storm Bugs, the insane picnic, Instant Automatons, Stripey Zebras, What is Oil?, The APF Brigade, Blyth Power, The Peace & Freedom Band, Academy 23, Cleaners From Venus, Chumbawamba, 5ive Ximes of Dust et de nombreux groupes de musique industrielle comme. Throbbing Gristle, Cabaret Voltaire ou Clock DVA.
Les artistes auto-produits échangeaient souvent leurs copies contre une cassette vierge et une enveloppe mentionnant une adresse. Il a également existé de petits labels cassettes comme Snatch Tapes, Falling A Records, Datenverarbeitung (en Allemagne), Deleted Records, Face Like a Smacked Arse, Fuck Off Records, Man's Hate (qui distribuait la série de compilations International Sound Communication), New Crimes Tapes, Rasquap Products, Sterile Records et Third Mind Records ; ces labels fonctionnaient dans le but traditionnel de réaliser un profit. De façon générale, les labels présentaient une grande diversité, depuis les labels intégralement maison jusqu'aux labels bien établis.
La culture cassette fut reconnue par la presse musicale grand public. Les deux principaux magazines musicaux britanniques, New Musical Express et Sounds, publièrent leurs propres articles sur le sujet, critiquant les nouvelles sorties et donnant des informations pour les commandes.

### États-Unis
Aux États-Unis, la culture cassette était associée aux mouvements Do it yourself, riot grrrl et punk rock. Les labels dédiés se multiplièrent dans le pays, comme Tellus Audio Cassette Magazine, Swinging Axe, Pass the Buck, E.F. Tapes, Mindkill, Happiest Tapes on Earth ou Sound of Pig. Des artistes comme Zan Hoffman, Minoy, The Haters, Dino DiMuro, Don Campau, Tom Furgas, Ken Clinger, Cock ESP, The Roommates, Lucky Tiger, Phlegm and the Sonograms, Ordinary Boys, Ray Carmen et des centaines d'autres enregistrèrent des albums disponibles exclusivement sur cassette audio jusqu'à la fin des années 1980 et même jusqu'aux années 1990.